# NGC 1598
NGC 1598 (również PGC 15204) – galaktyka spiralna z poprzeczką (SBc), znajdująca się w gwiazdozbiorze Rylca. Odkrył ją John Herschel 3 grudnia 1837 roku.